# Forbrugerisme
 Der er for få eller ingen kildehenvisninger i denne artikel, hvilket er et problem. Du kan hjælpe ved at angive troværdige kilder til de påstande, som fremføres i artiklen.

Forbrugerisme eller konsumerisme er en betegnelse, der anvendes for at beskrive forholdet mellem enkeltindividet (forbrugeren) og samfundet/markedet i en kapitalistisk markedsøkonomi. Man taler også om, at det kapitalistiske samfund er et forbrugersamfund. 
Ordet vandt indpas i 1970'erne som betegnelse for Vestens opfattelse af forbrug som vejen til lykken. Det anvendes først og fremmest i kritik mod fænomenet og mod kapitalismen. Kritikkens udgangspunkt er dog langt fra nyt, for det har rødder helt tilbage til Frans af Assisis kritik af de riges vellevned. Det blev formuleret i et religiøst sprogbrug og derfor rettet mod en materialistisk livsstil